# Protomartyr (groupe)
Protomartyr est un groupe de post-punk américain, originaire de Détroit, dans le Michigan. Il est formé en 2008 et se compose de Joe Casey au chant, Greg Ahee à la guitare, Alex Leonard à la batterie et Scott Davidson à la basse. Depuis sa formation le groupe a publié six albums studio.

## Biographie
Avant Protomartyr, Greg Ahee et Alex Leonard jouaient ensemble à Détroit sous le nom de Butt Babies. Ils sont rejoints en 2008 par le chanteur Joe Casey puis par le bassiste Scott Davison, et le groupe prend alors le nom de Protomartyr,.
Le groupe sort son premier album, No Passion All Technique, en 2012. Deux ans plus tard l'album Under Color of Official Right est publié par le label Hardly Art,. En 2015, le même label édite The Agent Intellect.

## Style musical
Le style musical du groupe est catégorisé post-punk,, et punk rock. Josh Terry de Consequence of Sound note que « le groupe mêle l'atmosphère du post-punk britannique des années '70 à la sensibilité agressive de leurs pairs garage rock. » Le style de Protomartyr est comparé à ceux d'autres groupes post-punk comme Wire, the Fall, Pere Ubu, The Constantines et Iceage, et à d'autres groupes comme Tyvek. Joe Casey notera apprécier le plus Pere Ubu et the Fall.